# Kámen (Pelhřimov)
Kámen è un comune della Repubblica Ceca facente parte del distretto di Pelhřimov, nella regione di Vysočina.

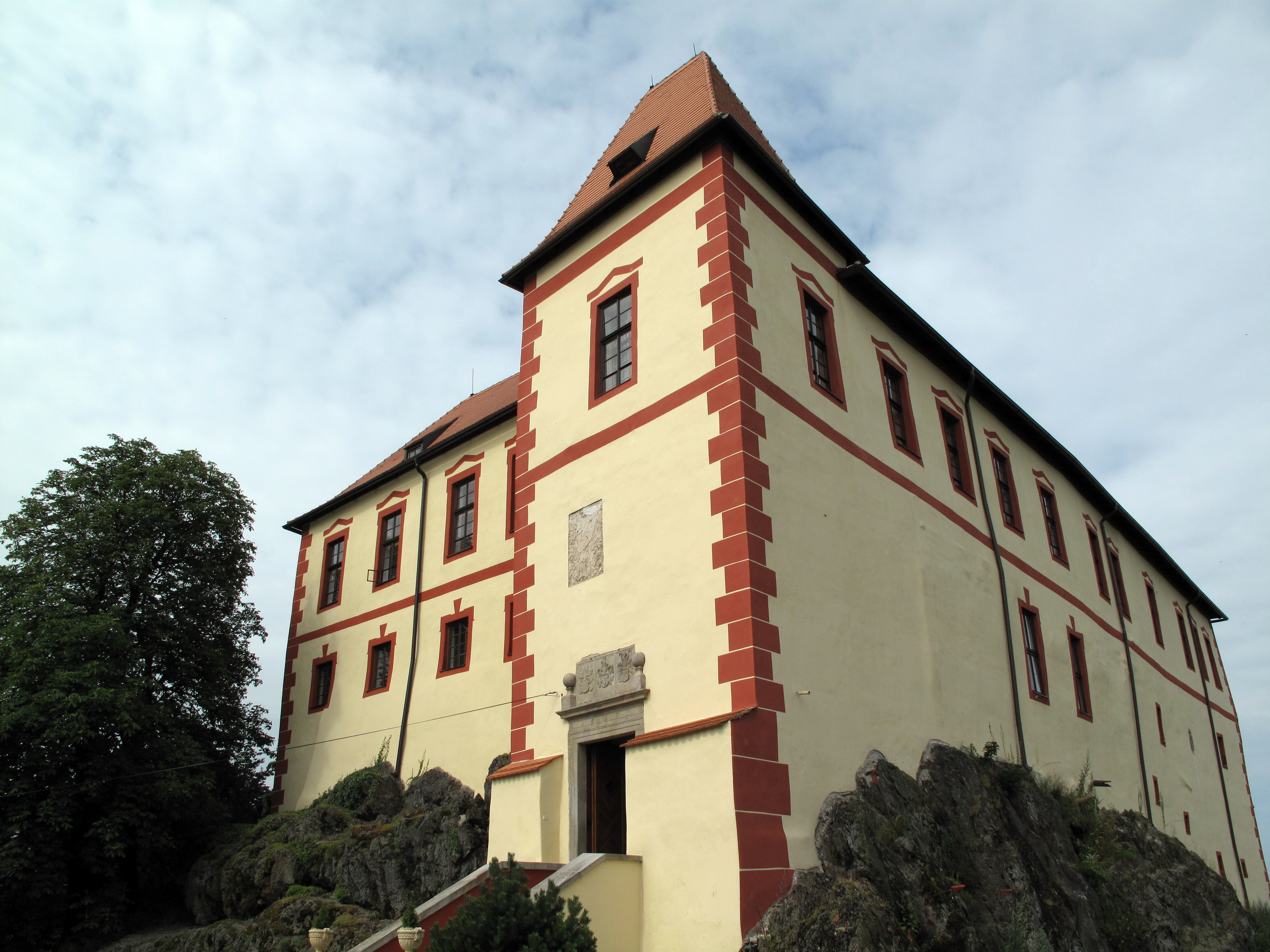
Ingresso al castello di Kámen

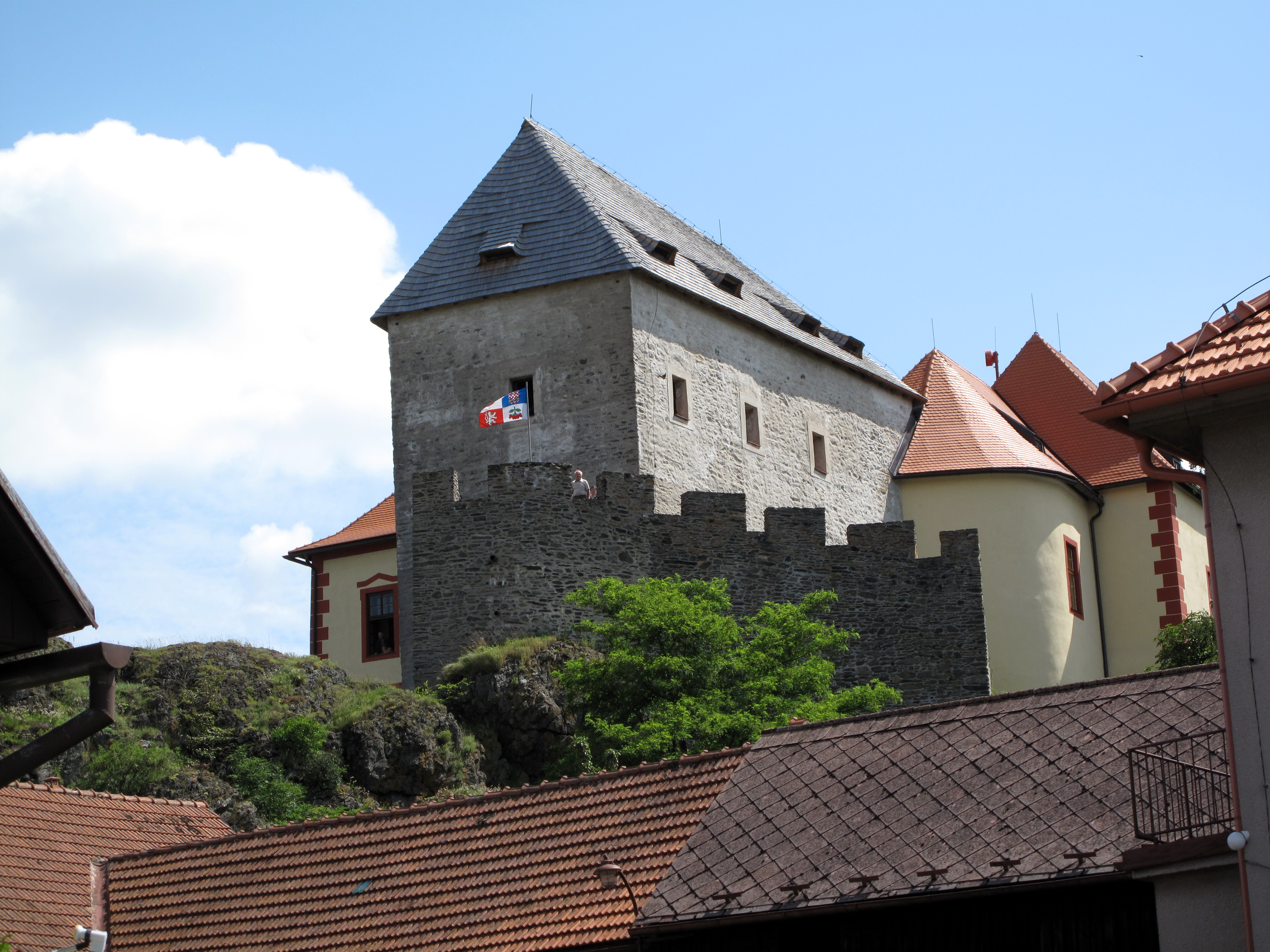
Le mura difensive

## Il castello
È una fortezza gotica edificata verso la fine del XIII secolo.
Fu proprietà della Corona Reale fino all'anno 1504, quando ne entrarono in possesso i Malovec di Malovice, che lo ripararono e lo ampliarono intorno all'anno 1670.
Successive modifiche furono attuate nel XIX secolo nello spirito del gotico romantico inglese, e ancora dopo il 1916.
Il castello ospita una mostra permanente di motociclette d'epoca.